# David Baldacci
Pour les articles homonymes, voir Baldacci.
Œuvres principales
- Série Les Enquêtes du Camel Club
- Série Sean King et Michelle Maxwell

David Baldacci, né le 5 août 1960 à Richmond en Virginie, est un écrivain américain, auteur de plusieurs romans policiers best-sellers.

## Biographie
David Baldacci a été avocat pendant neuf ans à Washington, avant de commencer sa carrière d'auteur de romans policiers.
David Baldacci publie en 1996 son premier roman, Les Pleins Pouvoirs (Absolute Power), qui devient immédiatement un best-seller. Le livre raconte l'histoire d'un président américain (de fiction) et de son équipe rapprochée des services secrets qui tentent de réduire au silence le témoin du meurtre accidentel d'une conquête du président. Un film a été tiré de ce roman Les Pleins Pouvoirs (1997) avec Clint Eastwood et Gene Hackman.

## Œuvres

### SérieLes Enquêtes du Camel Club
1. Le Camel club, Belfond, coll. « Belfond noir », 2007 ((en) The Camel Club, Warner Books, 2005), trad. Éric Moreau, 485 p.  (ISBN 978-2-7144-4251-2)
2. Les Collectionneurs, Michel Lafon, coll. « Thriller », 2008 ((en) The Collectors, Warner Books, 2006), trad. Bernard Ferry, 412 p.  (ISBN 978-2-7499-0793-2)
3. Des cadavres trop bavards, Michel Lafon, coll. « Thriller », 2010 ((en) Stone Cold, Grand Central Publishing, 2007), trad. Laure Joanin, 408 p.  (ISBN 978-2-7499-1266-0)
4. Divine Justice, Michel Lafon, coll. « Thriller », 2011 ((en) Divine Justice, Grand Central Publishing, 2008), trad. Laure Joanin, 460 p.  (ISBN 978-2-7499-1479-4)
5. (en) Hell's Corner, Grand Central Publishing, 2010

### SérieSean King et Michelle Maxwell
1. Une seconde d'inattention, Belfond, coll. « Nuits noires », 2004 ((en) Split Second, Warner Books, 2003), trad. Hélène Prouteau, 403 p.  (ISBN 2-7144-4063-0)Réédition Le Grand Livre du mois, 2004, 403 p. (ISBN 2-7028-9059-8) ; réédition France Loisirs, 2004, 490 p. (ISBN 2-7441-7317-7) ; réédition Pocket, coll. « Thriller » no 12398, 2006, 517 p. (ISBN 2-266-14795-1)
2. L'Heure du crime, Belfond, coll. « Nuits noires », 2005 ((en) Hour Game, Warner Books, 2004), trad. Éric Moreau, 464 p.  (ISBN 2-7144-4128-9)Réédition Pocket, coll. « Thriller » no 12917, 2007, 599 p. (ISBN 2-266-16029-X)
3. Un simple génie, Michel Lafon, coll. « Thriller », 2009 ((en) Simple Genius, Warner Books, 2007), trad. Bernard Ferry, 414 p.  (ISBN 978-2-7499-0982-0)Réédition Le Grand Livre du mois, 2009, 414 p. (ISBN 978-2-286-05276-8)
4. (en) First Family, Grand Central Publishing, 2009
5. (en) The Sixth Man, Grand Central Publishing, 2011
6. (en) King and Maxwell, Grand Central Publishing, 2013

### SérieShaw and Katie James
1. (en) The Whole Truth, Grand Central Publishing, 2008
2. (en) Deliver Us From Evil, Grand Central Publishing, 2010

### SérieJohn Puller
1. (en) Zero Day, Grand Central Publishing, 2011
2. (en) The Forgotten, Grand Central Publishing, 2012
3. (en) The Escape, Grand Central Publishing, 2014
4. (en) No Man's Land, Grand Central Publishing, 2016

### SérieWill Robie
1. (en) The Innocent, Grand Central Publishing, 2012
2. (en) The Hit, Grand Central Publishing, 2013
3. (en) The Target, Grand Central Publishing, 2014
4. (en) The Guilty, Grand Central Publishing, 2015
5. (en) End Game, Grand Central Publishing, 2017

### SérieAmos Decker
1. (en) Memory Man, Grand Central Publishing, 2015
2. (en) The Last Mile, Grand Central Publishing, 2016
3. (en) The Fix, Grand Central Publishing, 2017
4. (en) The Fallen, Grand Central Publishing, 2018
5. (en) Redemption, Grand Central Publishing, 2019
6. (en) Walk The Wire, Grand Central Publishing, 2020

### SérieAtlee Pine
1. Sur le chemin du pardon, Talent, 2022 ((en) Long Road to Mercy, 2018), trad. Yannick Brolles, 448 p.  (ISBN 978-2-37815-254-3)
2. Une minute avant minuit, Talent, 2023 ((en) A Minute to Midnight, 2019), trad. Yannick Brolles, 560 p.  (ISBN 978-2-37815-313-7)
3. Une lueur d'espoir, Talent, 2024 ((en) Daylight, 2020), trad. Yannick Brolles, 512 p.  (ISBN 978-2-37815-378-6)
4. Mercy, 2025 ((en) Mercy, 2021)  (ISBN 978-2-37815-461-5)

### SérieAloysius Archer
1. Une bonne action, Talent, 2023 ((en) One Good Deed, Grand Central Publishing, 2019), trad. Elvis Roquand, 528 p.  (ISBN 978-2-37815-253-6)
2. (en) A Gambling Man, Grand Central Publishing, 2021
3. (en) Dream Town, Grand Central Publishing, 2022

### SérieThe 6:20 Man
1. (en) The 6:20 Man, Grand Central Publishing, 2022
2. (en) The Edge, Grand Central Publishing, 2023

### Romans indépendants
- Le Pouvoir d'exécuter, Flammarion, coll. « État de choc », 1995 ((en) Absolute Power, Warner Books, 1996), trad. Jean Rosenthal, 426 p.  (ISBN 2-08-067157-X)Réédition Le Grand Livre du mois, 1995, 426 p. ; réédition France Loisirs, 1996, 426 p. (ISBN 2-7242-9266-9) ; réédition J'ai lu no 4267, 1996, 508 p. (ISBN 2-290-04267-6) ; réédition sous le titre Les Pleins Pouvoirs, Flammarion, coll. « État de choc », 1997, 426 p. (ISBN 2-08-067484-6) ; réédition J'ai lu no 4267, 1997, 508 p. (ISBN 2-290-14267-0) ; réédition Pocket, coll. « Thrillers » no 12187, 2005, 597 p. (ISBN 2-266-14186-4)
- Une femme sous contrôle, Flammarion, coll. « État de choc », 1997 ((en) Total Control, Warner Books, 1996), trad. Marie-France Girod, 490 p.  (ISBN 2-08-067337-8)Réédition Le Grand Livre du mois, 1997, 490 p. ; réédition France Loisirs, 1998, 490 p. (ISBN 2-7441-1782-X) ; réédition La Seine, coll. « Succès du livre », 2000, 490 p. (ISBN 2-7382-1333-2) ; réédition Pocket, coll. « Thriller » no 10596, 2004, 571 p. (ISBN 2-266-14676-9)
- Une triche si parfaite, Flammarion, 1998 ((en) The Winner, Warner Books, 1997), trad. Philippe Rouard, 471 p.  (ISBN 2-08-067478-1)Réédition Le Grand Livre du mois, 1998, 471 p. (ISBN 2-7028-2430-7) ; réédition France Loisirs, 1999, 537 p. (ISBN 2-7441-2853-8) ; sélection du Reader's digest, coll. « Sélection du livre » no 222, 2000, 534 p. (ISBN 2-7098-1142-1), avec : Le Cercle des loups / Nicholas Evans. La Belle Rochelaise / Jean-Guy Soumy. La Chambre des officiers / Marc Dugain ; réédition Pocket no 10597, 2000, 539 p. (ISBN 2-266-09009-7) ; réédition La Seine, coll. « Succès du livre », 2001, 471 p. (ISBN 2-7382-1424-X)
- La Simple Vérité, Belfond, coll. « Nuits noires », 1999 ((en) The Simple Truth, Warner Books, 1998), trad. Francis K., 430 p.  (ISBN 2-7144-3639-0)Réédition Le Grand Livre du mois, 1999, 430 p. (ISBN 2-7028-3493-0) ; réédition France Loisirs, 2000, 489 p. (ISBN 2-7441-3335-3) ; réédition Pocket, coll. « Thriller » no 10971, 2001, 552 p. (ISBN 2-266-10187-0)
- Sous haute protection, France Loisirs, 2000 ((en) Saving Faith, Warner Books, 1999), trad. Francis K., 473 p.  (ISBN 2-7441-3903-3)Réédition Belfond, coll. « Nuits noires », 2001, 404 p. (ISBN 2-7144-3718-4) ; réédition Pocket, coll. « Thriller » no 11689, 2003, 526 p. (ISBN 2-266-12516-8)
- (en) Wish You Well, Warner Books, 2000
- Un homme sous influence, Belfond, coll. « Nuits noires », 2003 ((en) Last Man Standing, Warner Books, 2001), trad. Bernard Ferry, 483 p.  (ISBN 2-7144-3904-7)Réédition Le Grand Livre du mois, 2003, 483 p. (ISBN 2-7028-8265-X) ; réédition France Loisirs, 2003, 648 p. (ISBN 2-7441-6448-8) ; réédition Pocket, coll. « Thriller » no 12146, 2004, 759 p. (ISBN 2-266-14017-5)
- (en) The Christmas Train, Warner Books, 2002
- (en) True Blue, Grand Central Publishing, 2009
- (en) One Summer, Grand Central Publishing, 2011
- (en) A Calamity of Souls, 2024

### Romans courts disponibles uniquement sous format électronique
- (en) No Time Left, Grand Central Publishing, 2012
- (en) Bullseye, Grand Central Publishing, 2014
- (en) The Mighty Johns, Grand Central Publishing, 2021

### Littérature d'enfance et de jeunesse

#### SérieFreddy and the French Fries
1. (en) Freddy and the French Fries: Fries Alive!, Little, Brown and Company, 2005
2. (en) Freddy and the French Fries: The Mystery of Silas Finklebean, 2006

#### UniversLes 39 Clés

##### SérieCahill contre Vesper
1. L'Ultime Sacrifice, Bayard Jeunesse, 2016 ((en) Day of Doom, 2013)

#### SérieThe Finisher
1. (en) The Finisher, Scholastic Press, 2014
2. (en) The Keeper, Scholastic Press, 2015
3. (en) The Width of the World, Scholastic Press, 2017
4. (en) The Stars Below, Scholastic Press, 2019

### Direction d'anthologie
- Face à face, Fleuve, 2020 ((en) FaceOff, 2015), trad. Maxime Berré, 398 p.  (ISBN 978-2-265-15470-4)Introduction de David Baldacci